# ران گری (بازیکن فوتبال)
ران گری (انگلیسی: Ron Gray; ۲۵ ژوئن ۱۹۲۰ – ۱۱ اکتبر ۲۰۰۲) بازیکن فوتبال، و سرمربی (فوتبال) اهل بریتانیا بود.
از باشگاه‌هایی که در آن بازی کرده‌است می‌توان به باشگاه فوتبال لینکولن سیتی اشاره کرد.